# Arrondissement Eeklo
Arrondissement Eeklo (franska: Arrondissement d’Eeklo) är ett arrondissement i Belgien.   Det ligger i provinsen Östflandern och regionen Flandern, i den nordvästra delen av landet, 70 kilometer nordväst om huvudstaden Bryssel. Antalet invånare är 81 921. Arean är 334 kvadratkilometer.
Terrängen i Arrondissement Eeklo är mycket platt.
Omgivningarna runt Arrondissement Eeklo är en mosaik av jordbruksmark och naturlig växtlighet. Runt Arrondissement Eeklo är det tätbefolkat, med 397 invånare per kvadratkilometer.

## Kommuner
Följande kommuner ingår i arrondissementet;

- Assenede
- Eeklo
- Kaprijke
- Maldegem
- Sint-Laureins
- Zelzate